# Barranc de la Gargalla
El barranc de la Gargalla és un barranc, afluent del barranc de la Creueta, a la vall de Carreu, a l'extrem nord del terme municipal d'Abella de la Conca, a la comarca del Pallars Jussà.
Es forma al sector nord-est del Serrat de Moixerolers, a la Coma del Pi, prop de la Pista de Boumort (procedent de Carreu), a uns 1800 m. alt. Davalla de primer cap al sud-oest, pren després la direcció oest, fins que s'aboca en el barranc de la Creueta, al lloc anomenat lo Pletiu, al sud del serrat ja esmentat. Per la llera d'aquests dos barrancs circula la pista dels Prats, que puja des de Carreu.

## Etimologia
Entre les diferents possibles etimologies de Gargalla, Joan Coromines, la més versemblant, per a aquest autor, és la que emparenta l'arrel garga amb el basc karri (penya); -alla és un sufix de caràcter col·lectiu. Per tant, el barranc de la Gargalla travessaria una zona amb molts penyals.

## Enllaços externs

El Barranc de la Gargalla, respecte del terme d'Abella de la Conca